# А-IX-1
А-IX-1 — взрывчатое вещество, представляющее собой смесь гексогена (95 %) и флегматизатора (5 %). Представляет собой однородное, порошкообразное, негигроскопичное сыпучее вещество оранжевого цвета. А-IX-1 активно используется для снаряжения современных боеприпасов в российской армии.
Изобретено советским инженером Евгением Григорьевичем Лединым в 1938-40 годах.

## Характеристики
- Температура вспышки: 200 °С.
- Удельная энергия взрывного превращения: 4,8 — 5,22 МДж/кг
- Удельный объём продуктов взрыва: — 0,93 м3/кг.
- Скорость детонации при плотности ρ0 = 1680 кг/м3: — 8450 м/с
- Фугасность: 450 см3
- Бризантность: 23 мм[1].